# Baranyi Emma
Baranyi Emma (1998 –) magyar színésznő.

## Életpályája
1998-ban született. A Berzeviczy Gergely Két Tanítási Nyelvű Közgazdasági Technikumban tanult. 2019-2024 között a Színház- és Filmművészeti Egyetem hallgatója, Novák Eszter és Selmeczi György osztályában. Egyetemi gyakorlatát a Miskolci Nemzeti Színházban töltötte. Szerepelt a Madách Színház előadásaiban is. 2024-től a Miskolci Nemzeti Színház tagja.

## Színházi szerepei

### Madách Színház
- Mamma Mia! (Sophie Sheridan)
- Les Misérables - A nyomorultak (Eponine)

### Miskolci Nemzeti Színház
- Csárdáskirálynő (Szilvia)
- A szálemiek (Betty Paris)
- Leonce és Léna (Léna)
- Csókos asszony (Pünkösdi Kató)
- A nyugat császára

### Egyéb
- A helyzet ura (TÁP Színház, 2023)
- Liliom (Örkény Színház, 2022)
- Hair (Pannon Várszínház, 2019) ...Crissy
- Kék madár (Budapesti Operettszínház, 2018) ...Víz
- Mágnás Miska (Pannon Várszínház, 2017) ...Rolla

## Filmes és televíziós szerepei
- Angyaltrombiták (2023) ...Jázmin[6]